# كاليب جي. أندرسون
كاليب جي. أندرسون هو صحفي ومترجم وسياسي سويدي، ولد في 31 أكتوبر 1910، وتوفي في 26 يونيو 1996. نشط حزبياً في حزب العمال الديمقراطي الاشتراكي السويدي.